# Guarapari
Guarapari è un comune del Brasile nello Stato dell'Espírito Santo, parte della mesoregione Central Espírito-Santense e della microregione di Guarapari.
Svariate zone di questa città hanno fatto registrare alcune tra le più alte concentrazioni di radioattività naturale del mondo. In particolare, la sabbia di alcune delle sue spiagge è ricchissima di monazite, un minerale che può contenere fino al 10% di torio, cosicché la dose equivalente locale può arrivare a 90 microSv/ora (massimo), corrispondenti a ben 800 milliSv/anno.